# Косинка (приток Мерёжи)
Косинка — река, протекающая по территории Лентьевского сельского поселения Устюженского района Вологодской области России, правый приток Мерёжи.
Начинается на Косинском болоте, у границы с Бабаевским районом, течёт на восток по заболоченной местности и впадает в Мерёжу в 6,2 км от её устья. Длина реки составляет 16 км, площадь водосборного бассейна — 63,2 км². Населённых пунктов на берегах и крупных притоков нет.

## Данные водного реестра
По данным государственного водного реестра России относится к Верхневолжскому бассейновому округу, водохозяйственный участок реки — Молога от истока и до устья, речной подбассейн реки — Реки бассейна Рыбинского водохранилища. Речной бассейн реки — (Верхняя) Волга до Куйбышевского водохранилища (без бассейна Оки).
Код объекта в государственном водном реестре — 08010200112110000007235.